# Бабов
Ба́бов или Бо́бов (нем. Babow; н.-луж. Bobow) — деревня в Нижней Лужице, Германия. Входит в состав коммуны Кольквиц района Шпре-Найсе в земле Бранденбург.

## История
Впервые упоминается в 1458 году под наименованием Babo.
До 1973 году была административным центром одноимённой коммуны. С 1974 по 1990 года входила в коммуну Мюшен. С 1990 года входит в современную коммуну Кольквиц.
В настоящее время деревня входит в состав культурно-территориальной автономии «Лужицкая поселенческая область», на территории которой действуют законодательные акты земель Саксонии и Бранденбурга, содействующие сохранению лужицких языков и культуры лужичан.

## Население
Официальным языком в населённом пункте, помимо немецкого, является также верхнелужицкий язык.
Согласно статистическому сочинению «Dodawki k statisticy a etnografiji łužickich Serbow» Арношта Муки в 1884 году проживало 354 человека (из них — 346 серболужичан (98 %)).
Лужицкий демограф Арношт Черник в своём сочинении «Die Entwicklung der sorbischen Bevölkerung» указывает, что в 1956 году при общей численности в 351 человека серболужицкое население деревни составляло 57 % (из них нижнелужицким языком активно владело 119 человек, 53 — пассивно и 63 несовершеннолетних владели языком).
| 1783 | 1818 | 1846 | 1852 | 1890 | 1910 | 1939 | 1946 | 1964 | 2006 |
| ---- | ---- | ---- | ---- | ---- | ---- | ---- | ---- | ---- | ---- |
| 185  | 203  | 314  | 365  | 322  | 297  | 253  | 358  | 326  | 267  |